# Lời chào tình yêu
Salut d'Amour (Tên tiếng Hàn: 장수상회; Romaja quốc ngữ: Jang-su sanghoe; nghĩa là "Cửa hàng Jang-soo") là một bộ phim tình cảm Hàn Quốc năm 2015 với diễn viên chính gồm Park Geunhyung và Youn Yuhjung được thực hiện bởi đạo diễn Kang Jegyu. Phim cũng đánh dấu lần đầu chạm ngỏ điện ảnh của Park Chan Yeol thành viên nhóm nhạc EXO đình đám, trong phim anh đóng cặp cùng nữ diễn viên trẻ Moon Ga Young.
Bộ phim kể về mối tình đầy lãng mạn của một cặp đôi đã có tuổi, Sung Chil (Park Geun Hyung) và Geum Nim (Yoon Yuh Jung), đồng thời còn có sự góp mặt của các thành viên trong gia đình cùng hàng xóm thân thích.

## Nội dung
Sung-chil là một ông lão 70 tuổi tính tình khó chịu sống một mình và làm việc bán thời gian tại siêu thị địa phương. Jang-soo, chủ siêu thị và cũng là chủ tịch dự án phát triển của thành phố, đã cố gắng trong vô vọng để có được chữ ký của Sung-chil (ông là người duy trì cuối cùng chưa ký và là lý do duy nhất cho sự chậm trễ của dự án), nhưng Sung-chil kiên quyết từ chối bất kỳ thay đổi nào đối với nơi sống của mình. Sau đó, ông gặp người hàng xóm mới Geum-nim, một người phụ nữ cao tuổi nhiệt tình và thân thiện, người chủ cửa hàng hoa bên cạnh. Mặc dù nhiều tuổi nhưng Sung-chil không có kinh nghiệm và vụng về nên tất cả mọi người đã cùng phối hợp giúp ông chunh phục tình yêu. Nhưng con gái của Geum-nim là Min-jung có vẻ không đồng ý về mối quan hệ này.

## Diễn viên
- Park Geun-hyung vai Kim Sung-chil[7]
- Youn Yuh-jung vai Im Geum-nim[8][9]
- Cho Jin-woong vai Jang-soo
- Han Ji-min vai Min-jung[10]
- Kim Jung-tae vai Kim Chi-soo
- Hwang Woo-seul-hye vai Miss Park
- Lee Jun-hyeok vai Ok Bok-sung
- Kim Jae-hwa vai Madam Wang
- Moon Ga-young vai Ah-young
- Park Chanyeol vai Min-sung[11][12]
- Bae Ho-geun vai Jegal Chung-soo
- Nam Myung-ryul vai Old gentleman
- Kim Ha-yoo vai Da-young
- Jung Hae-in vai young Sung-chil
- Yoon So-hee vai young Geum-nim
- Ko Yoon-ho vai Sung-chil trung niên
- Lee Moon-jung vai Geum-nim trung niên
- Choi Kyu-hwan vai Ho-joon
- Lee Cho-hee vai Bank clerk
- Baek Il-seob (cameo)
- Im Ha-ryong (cameo)

## Giải thưởng và đề cử
| Year | Award             | Category      | Recipient   | Result |
| ---- | ----------------- | ------------- | ----------- | ------ |
| 2015 | The Golden Goblet | Phim hay nhất | Kang Je-gyu | Đề cử  |